# Il giocatore
Il giocatore (título original en italiano; en español, El jugador) es un intermezzo en tres partes con música de Luigi Cherubini y libreto de Antonio Salvi escrito medio siglo antes para ser musicado por Giuseppe Maria Orlandini. Compuesta por un Cherubini de aún 15 años de edad, esta pequeña ópera fue puesta en escena en Florencia en el año 1775. 
Esta obra fue el producto del grandioso éxito obtenido por Orlandini en el año 1715, cuando representó el mismo tema bajo el nombre de Bacocco e Serpilla (más conocido como Il marito giocatore e la moglie bacchettona). Desde entonces en adelante, el intermedio de Orlandini fue objeto de varias reposiciones, varias veces revisada, y el mismo texto sufrió a menudo nuevas musicaciones, entre las cuales estuvo esta de Cherubini.
Actualmente se representa muy poco. En las estadísticas de Operabase aparece con solo una representación en el período 2005-2010.